# Leonardo Lukačević
Leonardo Lukačević (Salisburgo, 21 gennaio 1999) è un calciatore austriaco, difensore dell'Altach.

## Caratteristiche tecniche
È un terzino sinistro.

## Carriera

### Club
Cresciuto nel settore giovanile del Salisburgo, nel 2014 viene acquistato dal Grödig; debutta i prima squadra il 16 luglio 2016 in occasione dell'incontro di ÖFB-Cup vinto 4-0 contro l'Hohenems.
Nel 2019 viene acquistato dall'Admira Wacker M..

### Nazionale
Ha giocato nella nazionale austriaca Under-21.

## Statistiche
Statistiche aggiornate all'11 maggio 2021.

### Presenze e reti nei club
| Stagione        | Squadra             | Campionato      | Campionato | Campionato | Coppe nazionali | Coppe nazionali | Coppe nazionali | Coppe continentali | Coppe continentali | Coppe continentali | Altre coppe | Altre coppe | Altre coppe | Totale | Totale | Totale |
| Stagione        | Squadra             | Comp            | Pres       | Reti       | Comp            | Pres            | Reti            | Comp               | Pres               | Reti               | Comp        | Pres        | Reti        | Pres   | Reti   |        |
| --------------- | ------------------- | --------------- | ---------- | ---------- | --------------- | --------------- | --------------- | ------------------ | ------------------ | ------------------ | ----------- | ----------- | ----------- | ------ | ------ | ------ |
| 2016-2017       | Grödig              | RL              | 28         | 1          | CA              | 3               | 1               |                    | -                  | -                  |             | -           | -           | 31     | 2      |        |
| 2017-2018       | Grödig              | RL              | 20         | 0          | CA              | 2               | 0               |                    | -                  | -                  |             | -           | -           | 22     | 0      |        |
| 2018-2019       | Grödig              | RL              | 28         | 3          | CA              | 1               | 0               |                    | -                  | -                  |             | -           | -           | 29     | 3      |        |
| 2020-2021       | Admira Wacker M. II | RL              | 2          | 1          |                 | -               | -               |                    | -                  | -                  |             | -           | -           | 2      | 1      |        |
| 2019-2020       | Admira Wacker M.    | BL              | 19         | 0          | CA              | 0               | 0               |                    | -                  | -                  |             | -           | -           | 19     | 0      |        |
| 2020-2021       | Admira Wacker M.    | BL              | 6          | 0          | CA              | 1               | 0               |                    | -                  | -                  |             | -           | -           | 7      | 0      |        |
| Totale carriera | Totale carriera     | Totale carriera | 103        | 5          |                 | 6               | 1               |                    | -                  | -                  |             | -           | -           | 109    | 6      |        |